# 福江町 (田原市)
福江町（ふくえちょう）は、愛知県田原市の地名。55の小字が設置されている。

## 地理
旧渥美町中央北部に位置する。東は古田町、西は保美町に接する。郵便番号は441-3617（集配局：渥美郵便局）。

### 字一覧
字名は以下の通りである。
| - 医王寺（いおうじ） - 井ノ構（いのかまえ） - 今ノ田（いまのた） - 今ノ田上（いまのたうえ） - 上ノ山（うえのやま） - 漆薮（うるしやぶ） - 御坊（おんぼう） - 片背山（かたせやま） - 門田（かどた） - 上紺屋瀬古（かみこんやぜこ） - 川坂（かわさか） - 金五郎坂（きんごろうざか） - 梔原（くちなしばら） - 黒墳（くろぼく） - 郡治（ぐんじ） - 五反田（ごたんだ） - 境戸（さかいど） - 坂上（さかうえ） - 沢（さわ） | - 四反田（したんだ） - 柴置場（しばきば） - 清水塚（しみずづか） - 下紺屋瀬古（しもこんやぜこ） - 下地（しもじ） - 白石（しらいし） - 新御坊（しんおんぼう） - 新郡治（しんぐんじ） - 新西畑（しんにしばた） - 清荒子（せいあらこ） - 代官（だいかん） - 高田（たかだ） - 蓼池（たでいけ） - 附山（つけやま） - 天神（てんじん） - 堂前（どうまえ） - 直江（なおえ） - 中紺屋瀬古（なかこんやぜこ） | - 仲田（なかだ） - 仲畑（なかはた） - 中羽根（なかはね） - 西畑（にしばた） - 八反坪（はったんつぼ） - 羽根（はね） - 浜田（はまだ） - 林（はやし） - 原ノ島（はらのしま） - 日比浜（ひびはま） - 広畑（ひろはた） - 本構（ほんこう） - 宮ノ脇（みやのわき） - 向田（むかいだ） - 女松原（めまつばら） - 山本（やまもと） - 横井（よこい） - 葭原田（よしはらだ） |

## 歴史

### 沿革
- 1889年（明治22年） - 藩政村の畠村・向山村・亀山村・保美村の四か村が合併したことにより、渥美郡福江村として成立[5]。四か村はそれぞれ大字畠・向山・亀山・保美として存続[5]。
- 1897年（明治30年） - 町制施行により、渥美郡福江町となる[5]。
- 1906年（明治39年） - 渥美郡中山村および清田村を併合[5]。両村より大字中山・高木・古田・山田を引き継ぐ[5]。
- 1954年（昭和29年） - 伊良湖岬村との境界を一部変更[5]。
- 1955年（昭和30年） - 合併に伴い、福江村の大字が渥美町に引き継がれる[5]。この際、大字畠が大字福江と改称する[5]。

## 世帯数と人口
2018年（平成30年）3月31日現在の世帯数と人口は以下の通りである。
| 町丁   | 世帯数  | 人口    |
| ------ | ------- | ------- |
| 福江町 | 749世帯 | 2,298人 |

### 人口の変遷
国勢調査による人口の推移
| 2005年（平成17年） | 2,374人 | [ 9 ]  |  |
| 2010年（平成22年） | 2,300人 | [ 10 ] |  |
| 2015年（平成27年） | 2,165人 | [ 2 ]  |  |

## 学区
市立小・中学校に通う場合、学区は以下の通りとなる。また、公立高等学校に通う場合の学区は以下の通りとなる。
| 番・番地等 | 小学校             | 中学校             | 高等学校 |
| ---------- | ------------------ | ------------------ | -------- |
| 全域       | 田原市立福江小学校 | 田原市立福江中学校 | 三河学区 |

## 交通
- 国道259号（田原街道）[5]

## 施設
- 田原市立福江小学校[5]
- 田原市消防本部田原市消防署渥美分署
- 田原市福江市民館 - かつての福江町役場であり渥美町役場。
- 豊橋信用金庫福江支店
- 蒲郡信用金庫福江支店
- 清掃センター[5]
- 福江港[5]
- 青果市場[5]
- 角上楼 - 1926年（昭和元年）創業の旅館。本館は登録有形文化財。
- 井筒楼 - 天保年間（1830年～1843年）創業の旅館。登録有形文化財。
- あつみの市レイ - 「ショッピングセンターレイ」として1971年（昭和46年）に開業したが[13]、2022年3月30日閉店[14]。2025年（令和7年）2月28日に「あつみの市レイ」として再オープン[13]。
- 福江公園 - 大垣新田藩畠村陣屋の跡地に整備されている。

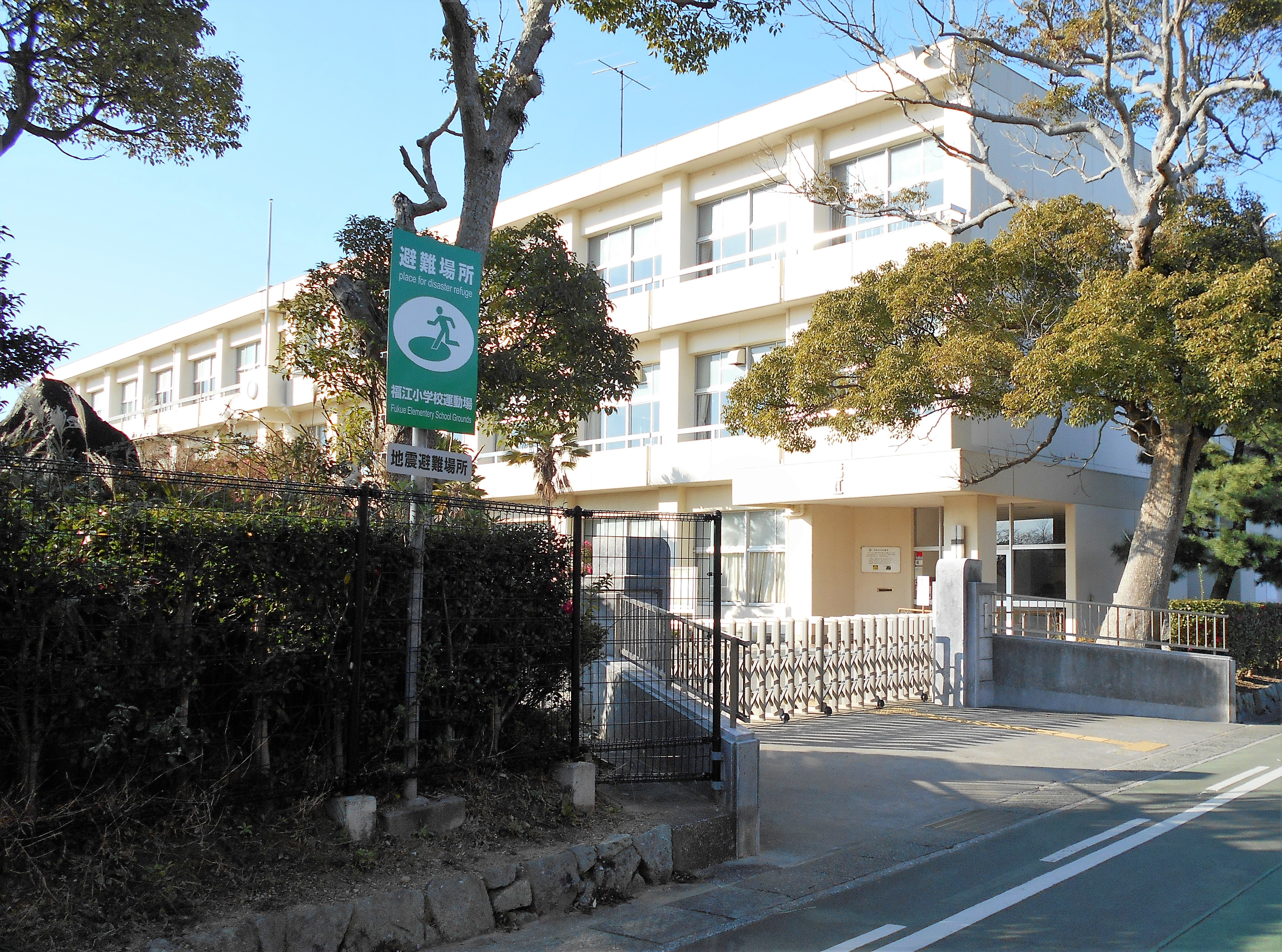
田原市立福江小学校
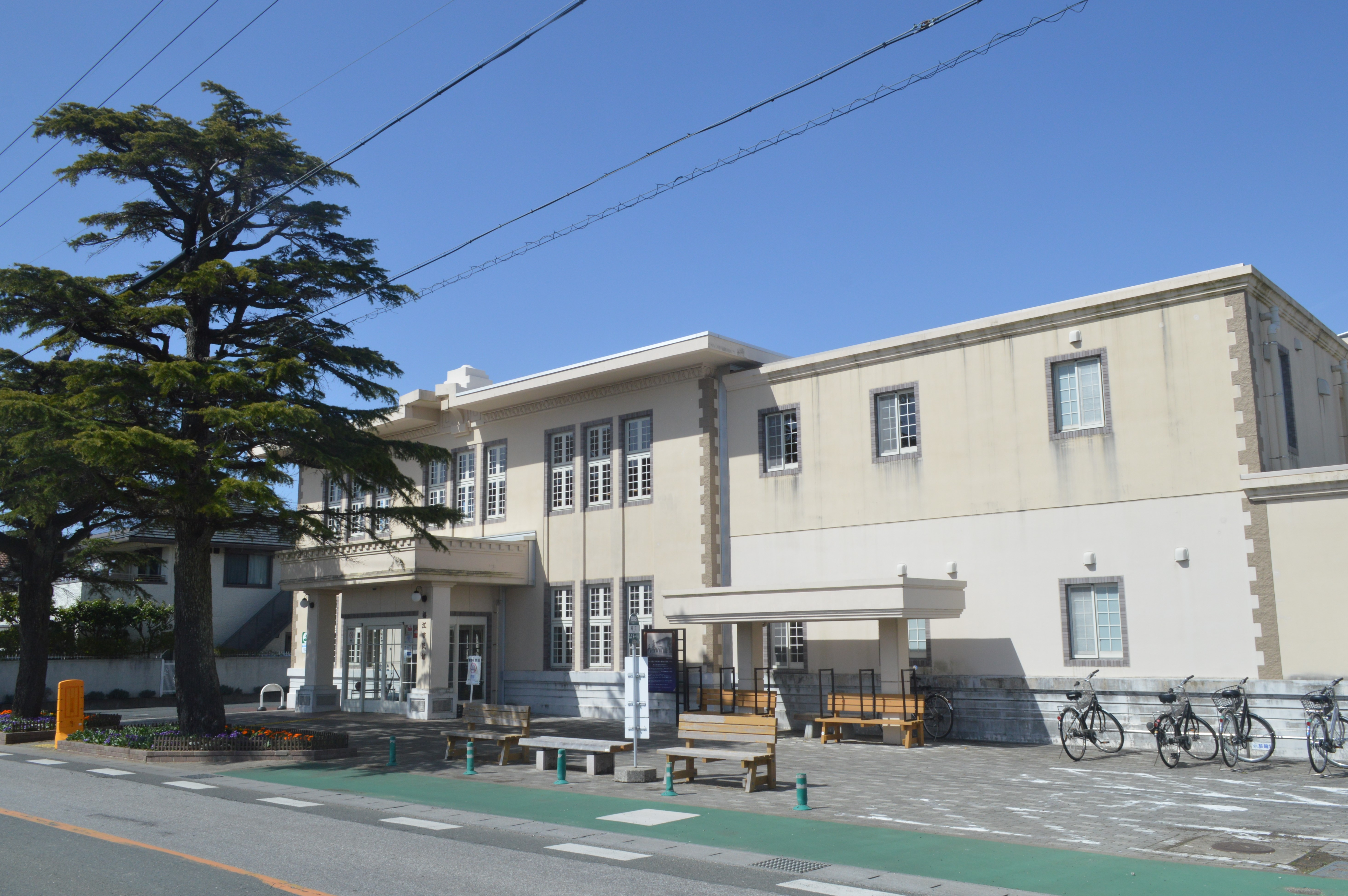
田原市福江市民館
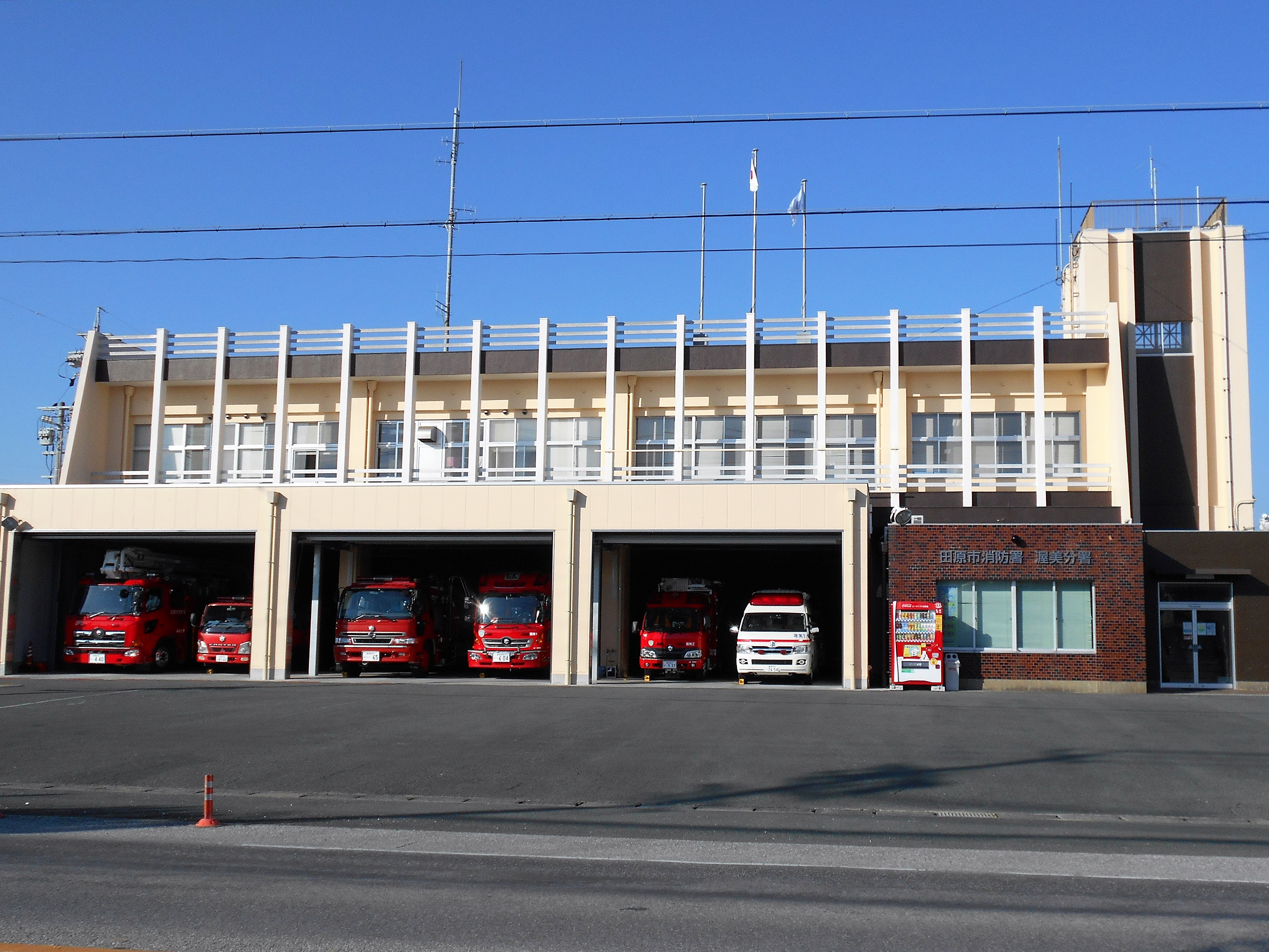
渥美分署
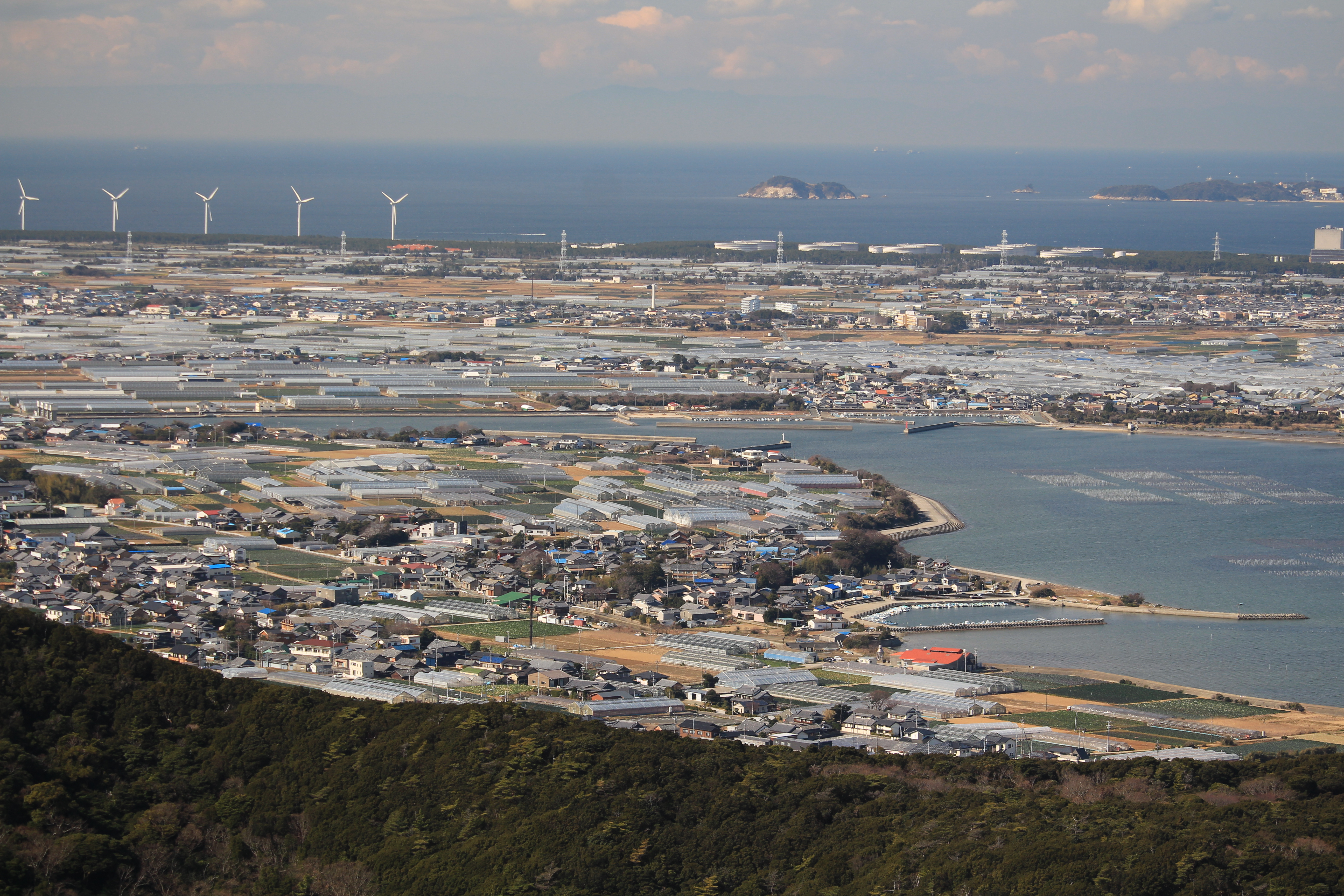
福江港
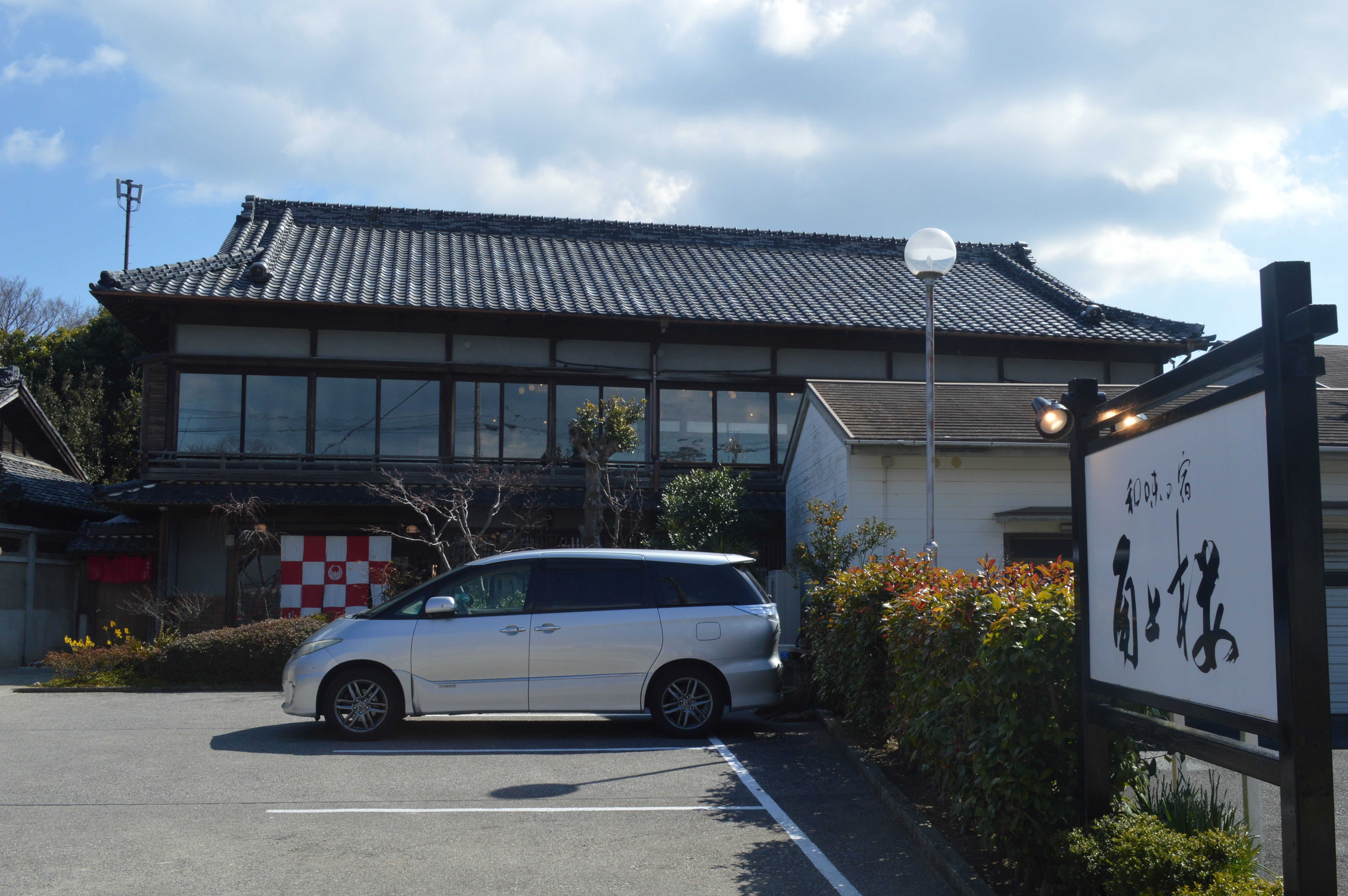
角上楼
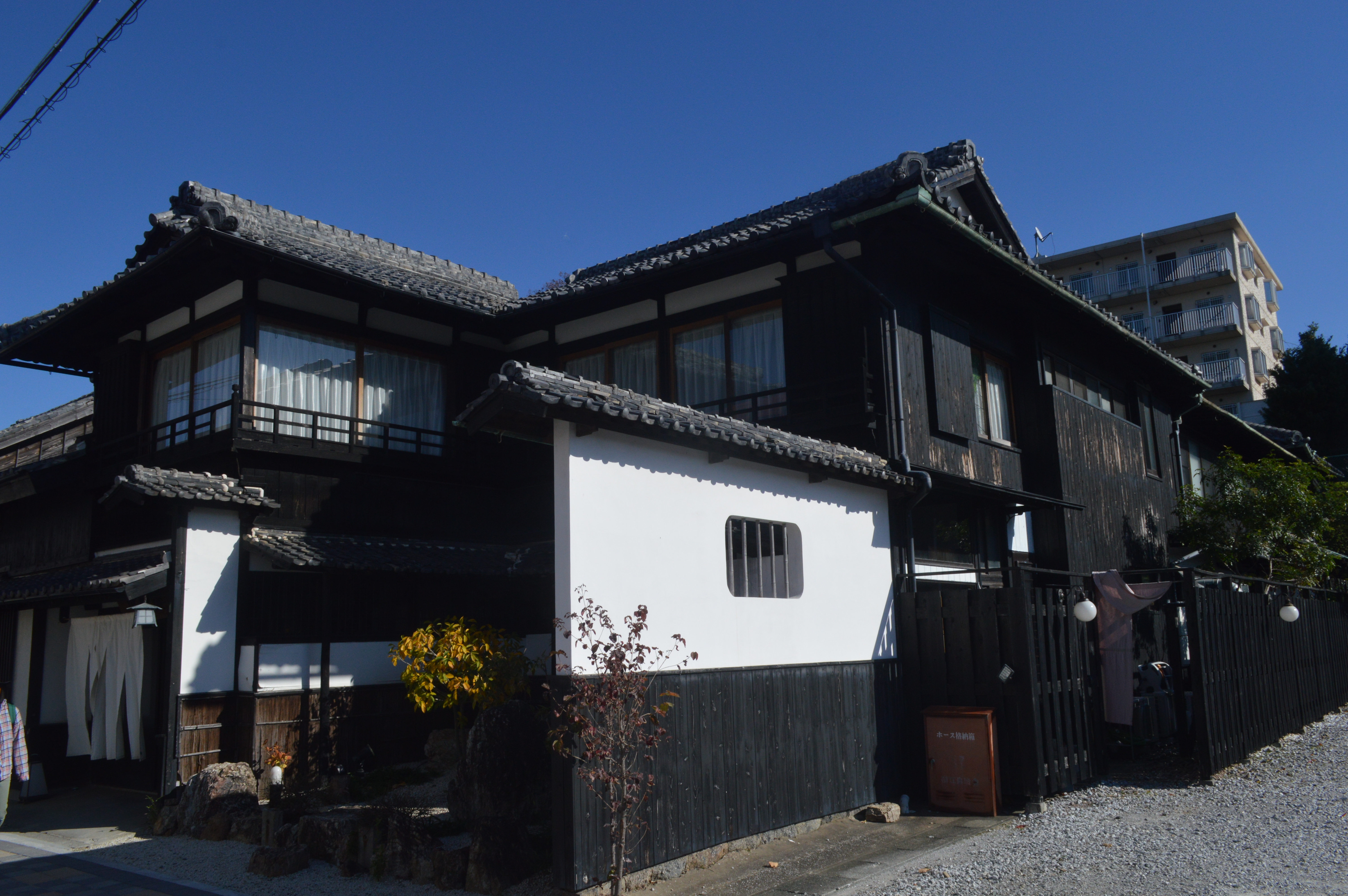
井筒楼
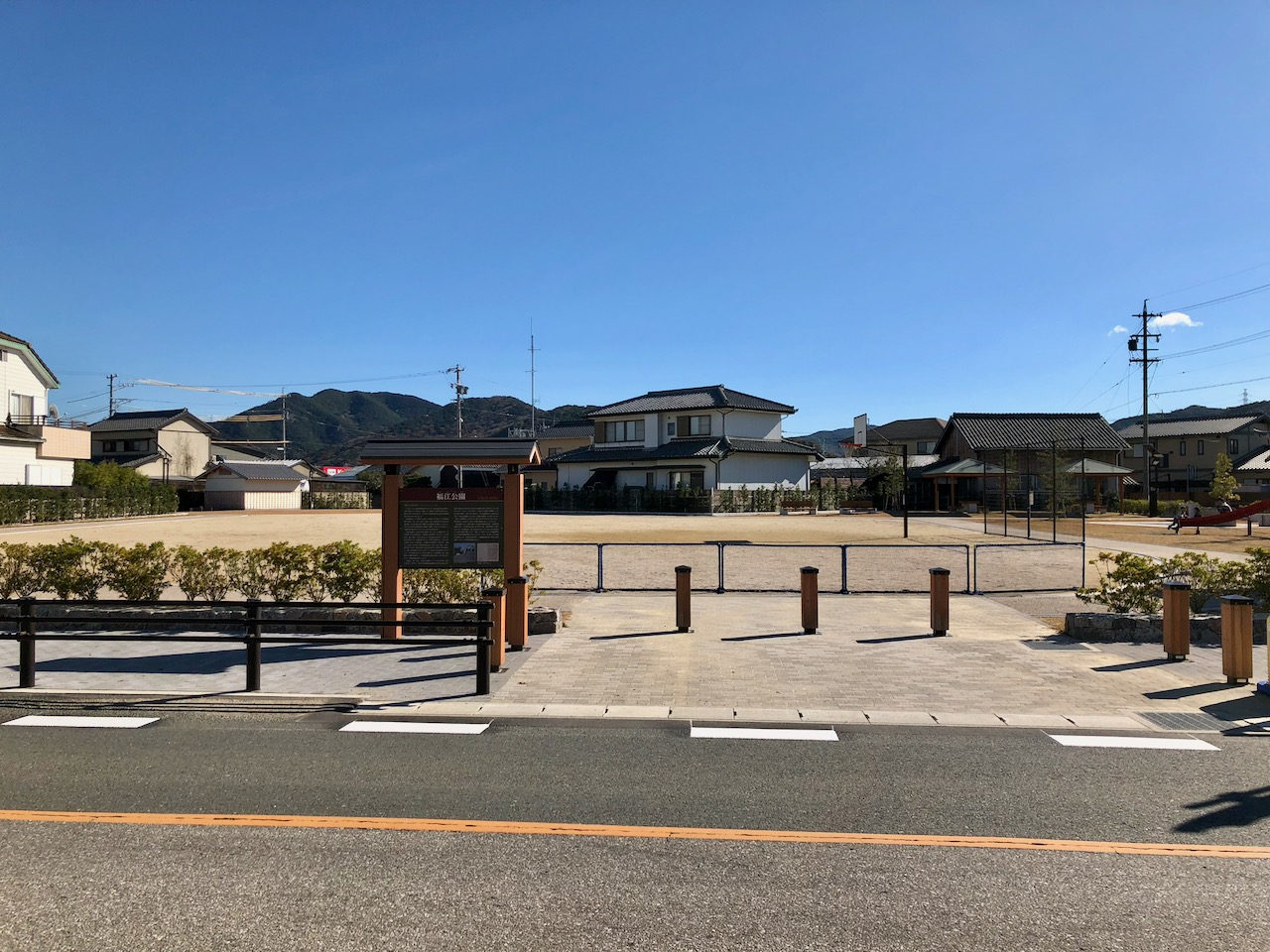
福江公園

## 名所・旧跡
- 畠神社[5]
- 秋葉神社
- 曹洞宗潮音寺[5]
- 浄土宗栖了院[5]

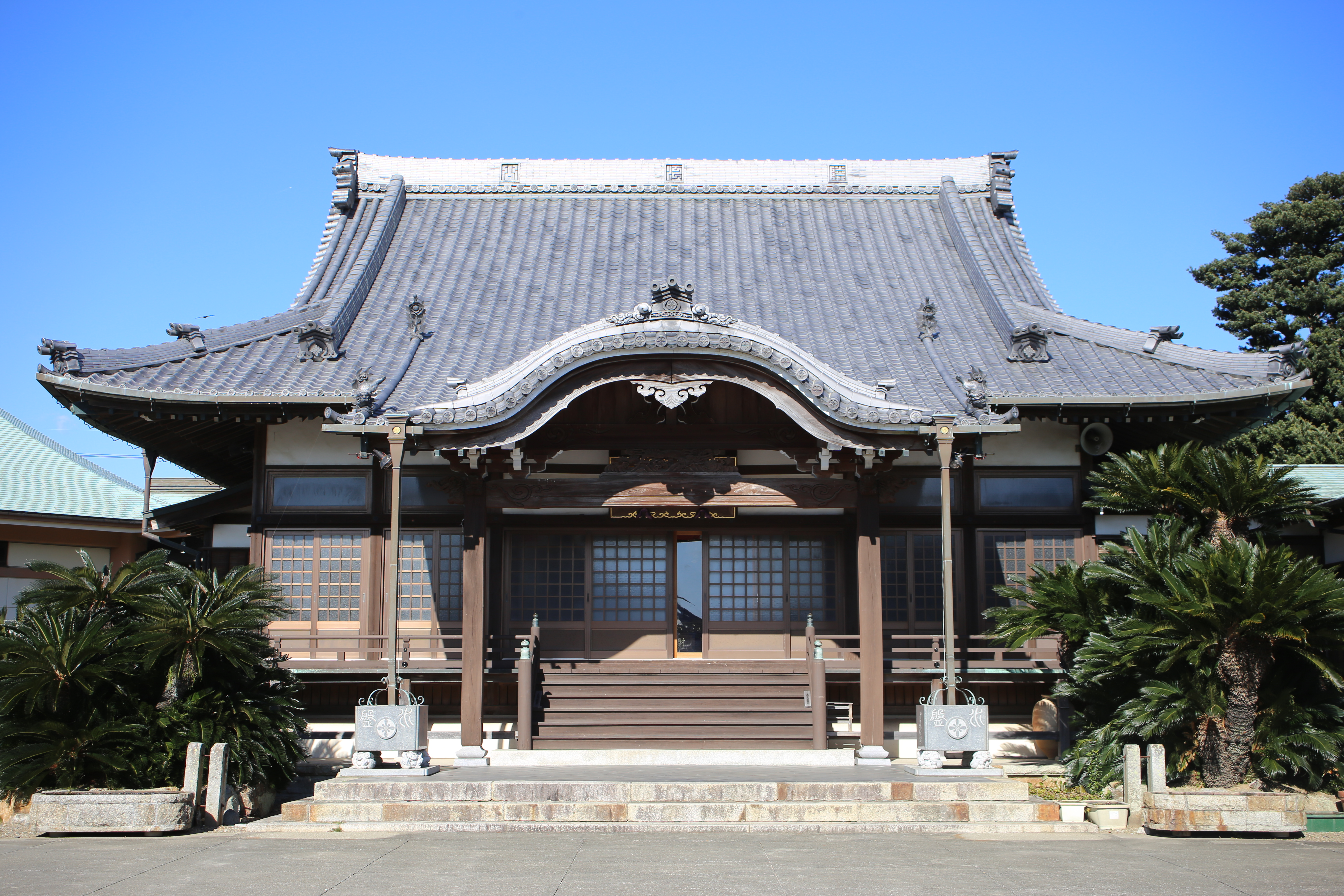
潮音寺
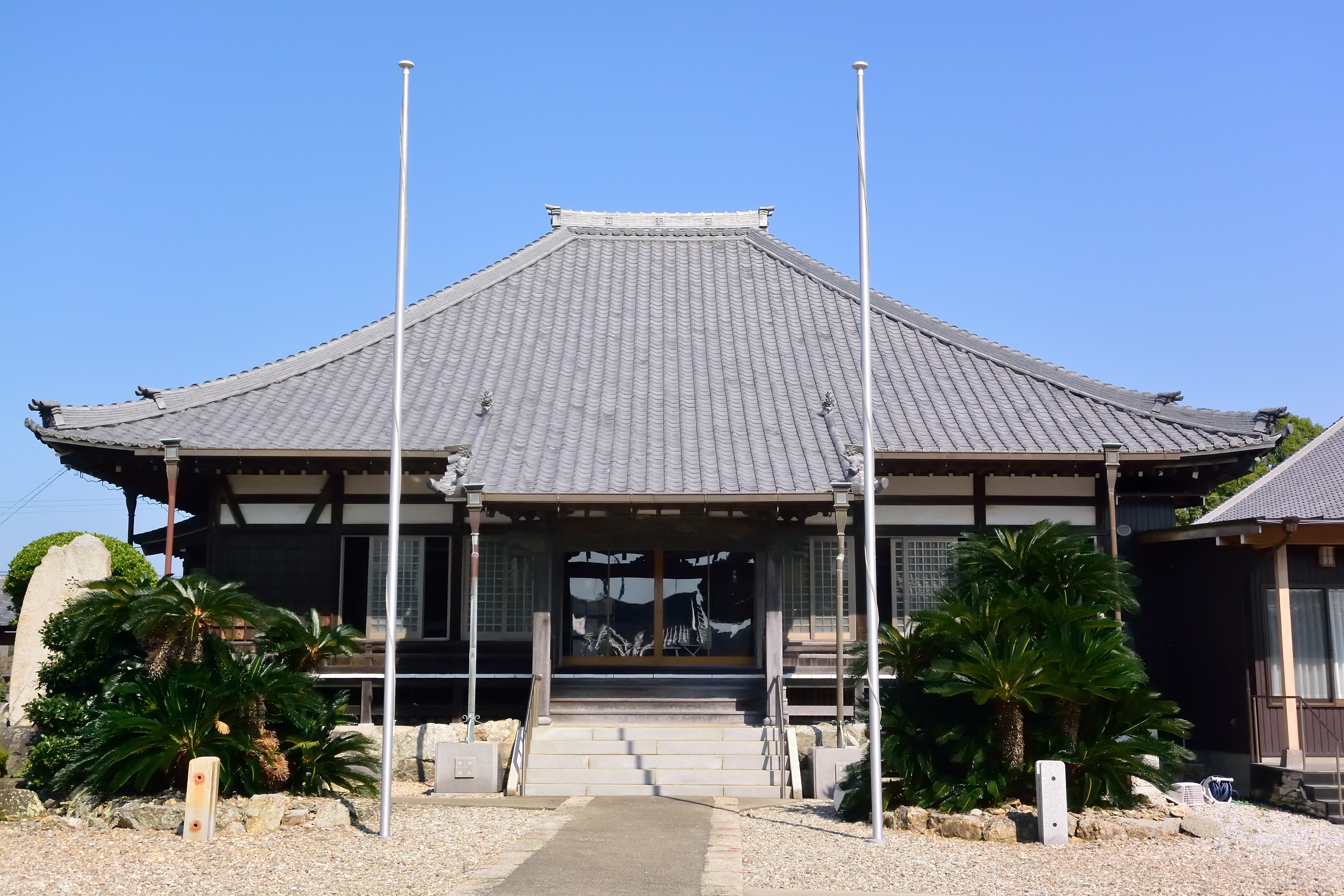
栖了院